# Ceratocarpus
Ceratocarpus é um género botânico pertencente à família Amaranthaceae.

## Espécies
- Ceratocarpus arenarius
- Ceratocarpus caputmedusae
- Ceratocarpus maritimus
- Ceratocarpus salinus
- Ceratocarpus turkestanicum
- Ceratocarpus utriculosus